# Episodi di Nikita (serie televisiva 1997) (prima stagione)
Questa voce contiene riassunti, dettagli e crediti dei registi e degli sceneggiatori della prima stagione della serie TV Nikita. Inizialmente trasmessa con il titolo Nikita su CTV per il Canada ed in seguito con il titolo La Femme Nikita su USA Network per L'America dal gennaio 1997 a marzo 2001, la serie in Italia è stata trasmessa in prima visione dal 23 giugno 1999 al 13 settembre 2002 sul canale Rai 2.

Rai 2, per questa prima serie, ha programmato la messa in onda di due episodi per ogni appuntamento settimanale in prima serata fino al 19 settembre 1999.
Il primo episodio in assoluto che venne registrato, ovvero l'episodio pilota, fu il sesto episodio: Amore. Dopo la buona riuscita di questo primo lavoro e vista la grande chimica tra l'attore Roy Dupuis nei panni di Michael Samuelle e l'attrice Peta Wilson nei panni di Nikita, gli autori decisero di cambiare idea sulla prematura dipartita dalla serie di Michael, che invece prese il ruolo da coprotagonista a fianco di Nikita per tutte le successive stagioni.
| nº | Titolo originale | Titolo italiano | Prima TV USA      | Prima TV Italia   |
| -- | ---------------- | --------------- | ----------------- | ----------------- |
| 1  | Nikita           | Nikita          | 13 gennaio 1997   | 23 giugno 1999    |
| 2  | Friend           | Amiche          | 20 gennaio 1997   | 23 giugno 1999    |
| 3  | Simone           | Simone          | 27 gennaio 1997   | 30 giugno 1999    |
| 4  | Charity          | Carità          | 3 febbraio 1997   | 30 giugno 1999    |
| 5  | Mother           | Madre           | 9 febbraio 1997   | 7 luglio 1999     |
| 6  | Love             | Amore           | 17 febbraio 1997  | 7 luglio 1999     |
| 7  | Treason          | Tradimento      | 24 febbraio 1997  | 14 luglio 1999    |
| 8  | Escape           | Fuga            | 3 marzo 1997      | 14 luglio 1999    |
| 9  | Gray             | Il Sig. Gray    | 10 marzo 1997     | 21 luglio 1999    |
| 10 | Choice           | La Scelta       | 7 aprile 1997     | 21 luglio 1999    |
| 11 | Rescue           | Soccorso        | 14 aprile 1997    | 28 luglio 1999    |
| 12 | Innocent         | Innocente       | 21 aprile 1997    | 28 luglio 1999    |
| 13 | Recriut          | La Recluta      | 22 giugno 1997    | 4 agosto 1999     |
| 14 | Gambit           | Gambit          | 29 giugno 1997    | 4 agosto 1999     |
| 15 | Obsessed         | Ossessione      | 20 luglio 1997    | 18 agosto 1999    |
| 16 | Noise            | Rumori di fondo | 27 luglio 1997    | 18 agosto 1999    |
| 17 | War              | Guerra          | 3 agosto 1997     | 1º settembre 1999 |
| 18 | Missing          | Scomparso       | 10 agosto 1997    | 1º settembre 1999 |
| 19 | Voices           | Voci            | 17 agosto 1997    | 18 settembre 1999 |
| 20 | Brainwash        | Flashback       | 21 settembre 1997 | 18 settembre 1999 |
| 21 | Verdict          | Verdetto        | 28 settembre 1997 | 19 settembre 1999 |
| 22 | Mercy            | Grazia          | 5 ottobre 1997    | 19 settembre 1999 |

## Nikita
- Titolo originale: Nikita
- Diretto da: Jon Cassar
- Scritto da: Cyrus Nowrasteh

### Trama
Nikita, una giovane ragazza di strada viene accusata ingiustamente di un crimine che non ha commesso ed è stata condannata a passare la sua vita in prigione. Dopo che il governo ha accettato il suo falso suicidio viene reclutata da Sezione Uno, un'organizzazione antiterroristica clandestina. Nikita vorrebbe resistere ma per sopravvivere non ha scelta, è costretta ad accettare le loro regole

## Amiche
- Titolo originale: Friend
- Diretto da: Guy Magar
- Scritto da: Naomi Janzen

### Trama
Alla Sezione Uno è stato chiesto di vigilare sulla sicurezza di Jovan Mijovich, un politico che sta trattando un negoziato di pace tra due opposte fazioni. Quando Nikita deve incontrare un contatto per sventare un attentato a Mijovich le cose si complicano perché la ragazza viene riconosciuta da Julie, un'amica d'infanzia. Nikita cercherà di proteggere Julia creando una nuova identità per lei, ma non sa che Julie è l'operativa addestrata per compiere l'attentato contro Mijovich.

## Simone

Da sinistra: Michael Samuelle e Seymour Birkoff nell'area comunicazioni della Sezione Uno.

- Titolo originale: Simone
- Diretto da: Jerry Ciccoritti
- Scritto da: Michael Loceff

### Trama
Glass Curtain è un'organizzazione terroristica che attira nuovi membri su internet tramite chat rooms. Fingendo di essere una nuova recluta, Nikita viene portata al quartier generale di Glass Curtain, dove scopre che la moglie di Michael, Simone creduta morta da diversi anni è ancora viva e tenuta in ostaggio. Ora, l'amore di Michael per sua moglie riuscirà a dargli al lucidità necessaria per portare a termine la missione?

## Carità
- Titolo originale: Charity
- Diretto da: Kari Skogland
- Scritto da: Robert Cochran

### Trama
A Nikita viene assegnato il compito di avvicinare un uomo accusato di riciclare denaro sporco ed avere accesso ai suoi file. Quando lei scopre che l'uomo si occupa di carità ai ragazzi di strada si innamora di lui. Tuttavia, quando Nikita scopre che i ricoveri erano solo una copertura per un mercato/una tratta di schiavi, la lealtà di Nikita si divide/ viene messa alla prova.

## Madre
- Titolo originale: Mother
- Diretto da: Guy Magar
- Scritto da: Naomi Janzen

### Trama
Un innesco nucleare viene rubato da un'organizzazione terroristica guidata dai coniugi Wickie responsabile di aver sterminato un'intera squadra di operative della Sezione.
Per recuperare l'innesto Nikita si finge la figlia mai conosciuta di Helen Wickie, che era stata data in adozione perché la madre era in prigione. Ai tempi della sua nascita. Questa missione avrà delle conseguenze inaspettate sia per la “madre” che per la “figlia”.

## Amore
- Titolo originale: Love
- Diretto da: Jon Cassar
- Scritto da: Michael Loceff

### Trama
Quando un terrorista internazionale entra in possesso di un micidiale gas nervino, Nikita e Michael interpretano il ruolo di una coppia di mercenari che scelgono di arruolarsi a questo gruppo. Le cose si complicano quando Nikita scopre che la bomba con il gas è piazzata sulla linea metropolitana rischiando un alto numero di vittime. La ragazza metterà a rischio la propria vita per disattivarla.

## Tradimento
- Titolo originale: Treason
- Diretto da: Jerry Ciccoritti
- Scritto da: Robert Cochran

### Trama
Alla Sezione Uno viene chiesto dalla CIA di catturare Suba, uno straniero che ha mosso grosse quantità di uranio fuori dal paese con grossi guadagni. Il primo tentativo di prendere il terrorista fallisce e Nikita viene ritenuta responsabile. Facendo un'analisi della missione, Nikita scopre però che nella Sezione c'è un traditore, un operativo manipolato da Suba, che ne ha preso il figlio in ostaggio. Nikita deve ora decidere se consegnare il traditore alla Sezione oppure cercare di aiutarlo a liberare il figlio

## Fuga
- Titolo originale: Escape
- Diretto da: George Bloomfield
- Scritto da: Andrew Dettmann e Daniel Truly

### Trama
Un misterioso operativo della Sezione Uno offre l'opportunità a Nikita di scappare dalla Sezione. Tutte le informazioni che lui le offre sono prese in considerazione da Nikita che dopo averle controllate accetta il suo aiuto. Intanto, Michael inizia a rivelare a Nikita le sue emozioni e i suoi sentimenti, mandando in confusione la ragazza. Il dubbio rimane è la Sezione Uno che la sta mettendo alla prova per testare la sua lealtà oppure la possibilità di fuga è veramente reale?

## Il Sig. Gray
- Titolo originale: Gray
- Diretto da: Ken Girotti
- Scritto da: Robert Cochran

### Trama
La sicurezza informatica di Sezione Uno viene violata e la directory con la lista degli agenti viene rubata. Michael va a Praga per recuperare la directory ma l'uomo che l'aveva rubata viene ucciso da un altro terrorista che vuole tenere la directory per sé. La Sezione scopre che prima di essere ucciso il terrorista era su un autobus cittadino di Praga e interroga l'architetto Gray Wellman, passeggero dell'autobus. Nikita viene assegnata a lui per verificare se egli abbia nascosto la directory, ma quando si innamora di lui, le sue azioni non solo minacciano l'esito della missione, ma la sua stessa vita dentro l'organizzazione viene messa in pericolo.

## La Scelta
- Titolo originale: Chice
- Diretto da: George Bloomfield
- Scritto da: Michael Loceff

### Trama
La Sezione Uno crede che un gruppo di elementi facenti parte della CIA sia responsabile del massacro di alcuni venditori di eroina. La Sezione Uno viene chiamata in causa per ripristinare un certo ordine, ma Nikita continua ad essere coinvolta con l'architetto Gray Wellman, complicando la sua vita operativa. Le viene quindi imposta una scelta tra l'appartenenza all'organizzazione che controlla la sua vita oppure l'uomo che ama.

## Soccorso
- Titolo originale: Rescue
- Diretto da: Ken Girotti
- Scritto da: Peter Bellwood

### Trama
Durante una missione per distruggere un impianto chimico in Russia, Michael viene ferito e lasciato sul campo. La Sezione ritiene che sia troppo rischioso salvarlo, tuttavia Nikita e Madeleine entrano nel paese come rappresentanti di cosmetici. Intanto Michael si nasconde a casa dell'infermiera Angie Georgiev convincendola a tenerlo nascosto per sfuggire al capo della polizia russa Egran Petrosian. Madeleine e Nikita trovano la casa di Angie e riescono a far fuggire Michael e l'infermiera. Si rifugiano in un aeroporto abbandonato aspettando la squadra di recupero, quando la polizia russa li trova: Angie verrà sacrificata. Nikita e Michael scopriranno presto che la missione di soccorso non era per lui, ma per proteggere Petrosian che si rivela essere un operativo in copertura da 17 anni.

## Innocente
- Titolo originale: Innocent
- Diretto da: George Bloomfield
- Scritto da: Michael Loceff

### Trama
Una testata nucleare sta per essere introdotta in Nord America da un gruppo terroristico che minaccia di farla esplodere in una delle maggiori città. Al trasferimento della bomba assiste casualmente Rudy, un fattorino che consegna pizze. La Sezione Uno non crede alla buona fede di Rudy e lo interroga diverse volte, ma Nikita è l'unica a credere che l'uomo sia innocente. E sarà proprio lei ad insistere che Rudy non venga annullato, perché il suo intervento sarà determinante per riuscire a disattivare la bomba.

## La Recluta
- Titolo originale: Recruit
- Diretto da: Reza Badiyi
- Scritto da: Larry Raskin

### Trama
A Nikita viene affidato l'incarico di valutare Karen, una nuova recluta che sta terminando l'addestramento. Durante la sua prima missione Karen uccide il suo mentore, Brian a sangue freddo e mentre presenta rapporto, mente sull'accaduto. Nikita l'affronta e Karen le confida di essere stata ripetutamente violentata da lui. Per Nikita non sarà facile prendere una decisione considerando anche che in Sezione Karen sembra piacere a tutti; ma rivelerà presto la sua natura psicotica durante una missione che chiarirà le idee a Nikita sull'annullamento di Karen.

## Gambit
- Titolo originale: Gambit
- Diretto da: Jon Cassar
- Scritto da: Michael Loceff

### Trama
La Sezione Uno tenta di catturare uno dei più famosi terroristi dei mondo, George Kessler l'uomo dai mille volti coinvolto nella rapina del Cobalto 60. La Sezione perde il Cobalto, ma cattura il terrorista che viene interrogato da Madeline. Kessler sembra conoscere molto bene Madeleine e fa di tutto per confonderla, ma Madeleine ha una sorpresa per lui; la Sezione Uno ha catturato sua figlia obbligando il terrorista a collaborare. Ma ha sottovalutato la spietatezza di Kessler che uccide la figlia e riesce a fuggire dalla Sezione. A Madeline non rimane altro che affrontarlo da sola e rischiare la propria vita.

## Ossessione
- Titolo originale: Obsessed
- Diretto da: T.J. Scott
- Scritto da: Robert Chocran

### Trama
David Fanning è uno dei killer più pericolosi dei mondo, ma la Sezione Uno non riesce a fermarlo. Fanning possiede The Book, una collezione di informazioni top-secret che potrebbero danneggiare i governi dell'Occidente, ma se la Sezione tentasse di uccidere Fanning, The Book diverrebbe pubblico automaticamente. L'unico modo per la Sezione Uno di fermarlo è tramite la moglie di Fanning. Perciò Nikita e Michael sono obbligati a usare tutti i mezzi possibili per assicurarsi la sua lealtà, ma la sua instabilità emotiva potrebbe essere fatale a tutti e due.

## Rumori di fondo
- Titolo originale: Noise
- Diretto da: T.J. Scott
- Scritto da: Michael Loceff

### Trama
Mentre è in missione per rintracciare uno stock di missili Stinger, il furgone della Sezione Uno viene braccato e Birkoff è obbligato a difendersi per la prima volta. La sua paura di essere ucciso in missioni future interferisce con la sua abilità nel proteggere gli operativi della Sezione, a meno che Nikita non riesca a fargli superare questa paura. Birkoff corre il rischio di essere cancellato.

## Guerra
- Titolo originale: War
- Diretto da: Rene Bonniere
- Scritto da: Maurice Hurley

### Trama
La Directory viene rubata e finisce nelle mani di Cellula Rossa; gli operativi vengono colpiti in tutto il mondo. La Sezione è obbligata ad evacuare. Per poter conoscere le prossime mosse di Cellula Rossa, Nikita e Michael tentano di assaltare il nemico ma vengono catturati e torturati. Resistono alle richieste di indicare la nuova sede della sezione, ma Michael fa trasparire il suo amore per Nikita e lei crolla, perché non sopporta di veder torturare Michael. Dopo aver confessato la nuova ubicazione della Sezione Uno, Nikita scopre che questo era il piano fin dall'inizio e la Sezione ha in serbo una grande sorpresa per Cellula Rossa.

## Scomparso
- Titolo originale: Missing
- Diretto da: Reza Badiyi
- Scritto da: Naomi Janzen

### Trama
Uno dei componenti di un'organizzazione criminale che ruba materiale segreto e lo rivende al miglior offerente è Stephen, il figlio che Operations non vede da quando era un bimbo di sette anni. Nel corso di questa missione la Sezione Uno deve contemporaneamente catturare Stephen e i suoi compari e un pericoloso terrorista, a cui questi ultimi vogliono vendere un prezioso chip. Operations chiede a Nikita di fare il possibile per salvare la vita al figlio, e la ragazza gli chiede in cambio di riavere la propria libertà. Ma nonostante Nikita abbia preso le sue precauzioni, Operations troverà il modo di non tener fede alla parola data.

## Voci
- Titolo originale: Voices
- Diretto da: David Warry-Smith
- Scritto da: Maurice Hurley

### Trama
Mentre sta facendo ritorno alla Sezione Uno al termine di una missione, Nikita viene aggredita da un noto stupratore serial killer, Crane. La ragazza lo massacra letteralmente di botte. Quando arriva la polizia, gli agenti si rendono conto che chi ha ridotto in quel modo Crane non è una donna qualunque. O'Brien, l'agente che lavora da tempo sul caso di Crane, riesce a scoprire la vera identità di Nikita. Per l'uomo significherebbe la morte, ma Nikita troverà il modo di salvarlo.

## Flashback
- Titolo originale: Brainwash
- Diretto da: Rene Bonniere
- Scritto da: Peter Bellwood

### Trama
Nikita deve indagare su un certo Reilly, barista in un locale molto chic, che potrebbe essere un contatto per raggiungere un noto terrorista. Ma alle sue domande l'uomo reagisce gettandosi dalla finestra dei bar che è situato al 65 piano di un grattacielo. Perquisendo il suo appartamento la Sezione Uno trova uno strano apparecchio. Scopriranno in seguito che serve a fare il lavaggio del cervello. Nikita però si è sottoposta ad una serie di esperimenti nel tentativo di scoprire a che serviva il dispositivo, che ormai ha preso possesso della sua mente. Quando gli agenti della Sezione Uno riceveranno l'incarico di proteggere il Primo Ministro cinese da probabili attacchi di individui sottoposti anch'essi al lavaggio del cervello scopriranno che il pericolo maggiore è proprio Nikita.

## Verdetto
- Titolo originale: Verdict
- Diretto da: Gilbert Shilton
- Scritto da: Robert Cochran

### Trama
Jiovan Miovich è stato eletto premier della sua nuova nazione, ma c'è un misterioso killer che ha l'incarico di ucciderlo. Nikita e Michael si occupano della sicurezza del ministro; durante il ballo inaugurale individuano e catturano il killer. Ma un gruppo di compatrioti dei Primo Ministro minaccia di morte Miovich accusandolo di aver violentato ed accecato la figlia dei loro capo, Zoran Bruner, durante la guerra civile. Nikita riesce a convincere Bruner ad ascoltare la testimonianza della giovane. Ma la realtà sarà molto più amara del previsto.

## Grazia
- Titolo originale: Mercy
- Diretto da: Joseph L. Scanlan
- Scritto da: Michael Loceff

### Trama
Mentre la Sezione sta braccando Tyler, un terrorista pericoloso, scopre che un dipendente di uno dei contatti di Tyler ha inventato un esplosivo plastico che non è assolutamente individuabile. Quando Tyler rapisce il giovane, Nikita e il team sono inviati a catturare l'inventore. Il salvataggio va a monte, e a Nikita vengono dati ordini di cancellarlo. Lei rifiuta. Operation decide che Nikita è ormai andata oltre il limite e la assegna a una missione suicida con altri operativi destinati ad essere cancellati. All'insaputa di Operation, Michael dà a Nikita il mezzo per scappare, ma la sua libertà cambierà le loro vite per sempre.